# A995 (motorväg, Tyskland)
A995 är en motorväg i Tyskland som går som en ringled vid München. Denna motorväg är viktig för trafiken i München. Motorvägen är hårt trafikerad men en anmärkningsvärd detalj är att den trots detta saknar belysning.

## Trafikplatser
|  | Nr | Skyltning                               |
|  | 1  | München-Giesing                         |
|  | 2  | Unterhaching                            |
|  | 3  | Taufkirchen                             |
|  | 4  | Oberhaching                             |
|  |    | Brücke Hachinger Bach (150 m)           |
|  | 5  | Sauerlach                               |
|  | 6  | München-Süd (Fyrvägskorsning) E 45 E 52 |